# Gabriella Rocha (voleibolista)
Gabriella Rocha da Silva (Jaguaruna, 15 de maio de 1997) é uma jogadora de voleibol brasileira atuante na posição de central, que joga atualmente pelo Sporting Clube de Portugal.

## Carreira
Foi contratada pelo Dentil/Praia Clube para temporada 2018–19 do voleibol brasileiro e sagrou-se vice-campeã da edição do Campeonato Mineiro de 2018.; na sequência conquistou o título da Supercopa Brasileira de 2018.
Pelo Dentil/Praia Clube conquistou o vice-campeonato da Copa Brasil de 2019 realizada em Gramado e a medalha de prata no Campeonato Sul-Americano de Clubes de 2019 realizado novamente em Belo Horizonte, e atuando pela equipe avançou a grande final da Superliga Brasileira 2018-19, mas terminou com o vice-campeonato.

## Títulos e resultados
- Superliga Brasileira Aː2018-19
- Copa Brasil:2019[3]
- Supercopa Brasileira de Voleibolː2018[2]
- Campeonato Mineiro: 2018[1]

## Premiações individuais
[carece de fontes?]